# Санта-Моника (титулярная диакония)
Титулярная диакония Санта-Моника (лат. Diaconia Sanctae Monicae) — титулярная церковь, которая была создана Папой Франциском 30 сентября 2023 года. Титулярная диакония принадлежит капелле Санта-Моника, расположенной в районе Рима Борго, на пьяцца Сант-Уффицио. Она посвящена святой из Карфагена, матери Святого Августина. Капелла была построена Джузеппе Момо в 1941 году и представляет собой капеллу Международного колледжа августинцев, недалеко от их Генеральной курии.

## Список кардиналов-дьяконов и кардиналов-священников титулярной диаконии Санта-Моника
- Роберт Фрэнсис Прево — (30 сентября 2023 — 6 февраля 2025, назначен кардиналом-епископом Альбано).